# Les Achards
Les Achards es una comuna nueva francesa situada en el departamento de Vandea, de la región de Países del Loira.

## Historia
Fue creada el 1 de enero de 2017, en aplicación de una resolución del prefecto de Vandea de 30 de septiembre de 2016 con la unión de las comunas de La Chapelle-Achard y La Mothe-Achard, pasando a estar el ayuntamiento en la antigua comuna de La Mothe-Achard.

## Demografía
| Gráfica de evolución demográfica de Les Achards entre 1800 y 2013 |
|                                                                   |

Los datos entre 1800 y 2013 son el resultado de sumar los parciales de las dos comunas que forman la nueva comuna de Les Achards, cuyos datos se han cogido de 1800 a 1999, para las comunas de La Chapelle-Achard y La Mothe-Achard de la página francesa EHESS/Cassini. Los demás datos se han cogido de la página del INSEE.

## Composición
| Comuna delegada    | Código INSEE | Población (2013) | Superficie (km²) | Densidad (hab./km²) |
| ------------------ | ------------ | ---------------- | ---------------- | ------------------- |
| La Chapelle-Achard | 85052        | 1912             | 21.57            | 89                  |
| La Mothe-Achard    | 85152        | 2870             | 8.73             | 329                 |